# Werner Schmeidler

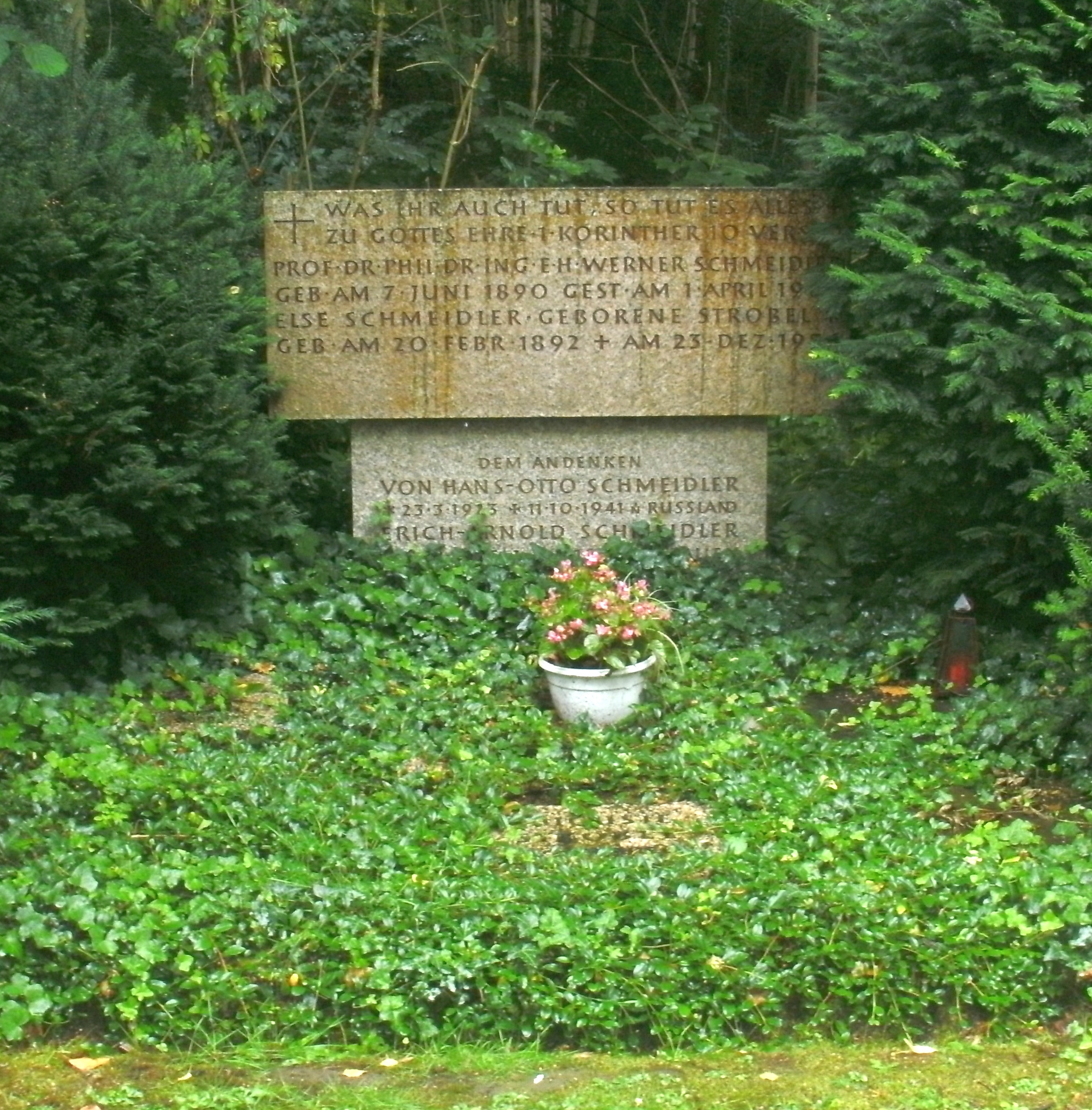
Stadtfriedhof Göttingen, Grab von Werner Schmeidler

Johannes Werner Schmeidler (* 7. Juni 1890 in Berlin; † 1. April 1969 in Berlin) war ein deutscher Mathematiker. Seine Forschungsgebiete waren Algebra, Strömungsmechanik sowie Integralgleichungen und Operatoren.

## Leben
Schmeidler, Sohn eines Pfarrers, studierte von 1910 bis 1914 in Göttingen Mathematik. Von Frühjahr 1914 bis Herbst 1917 war er auf Lehramt angestellt, in der Zeit ab Ausbruch des Ersten Weltkrieges bis Ende 1916 aber Kriegsteilnehmer. Nach schwerer Verwundung promovierte er 1917 bei Edmund Landau ebenfalls in Göttingen (Über homogene kommutative Gruppen hyperkomplexer Größen und ihre Zerlegung in unzerlegbare Faktoren) und wurde zum 1. Oktober 1917 Assistent am dortigen Mathematischen Seminar. Als Algebraiker war er Emmy Noethers begrifflichem Ansatz sehr verbunden und wurde so einer ihrer ersten Schüler: Schmeidlers Habilitationsschrift wurde von Noether angeregt und betreut (Über die Zerlegung der Gruppe der Restklassen eines endlichen Moduls), die Habilitation erfolgte Anfang 1919. Infolge dieser Zusammenarbeit wurde Schmeidler auch Koautor von E. Noethers erstem Artikel im Bereich der Algebra. In diesem Artikel werden die modultheoretischen Begriffe: Direkte Summen- und Durchschnittsdarstellung, Restklassenmoduln und Modulisomorphie entwickelt und angewendet, ebenso die axiomatische Methode, so dass dieser Artikel als der eigentliche Wendepunkt in Noethers mathematischen Forschungen zu betrachten ist, die dann die moderne Algebra begründet haben.
Zum 1. Oktober 1920 erfolgte Schmeidlers Umhabilitation für Geometrie zur Universität Kiel. Nach einer kurzen Zeit als Privatdozent dort erhielt Schmeidler zu 1921 einen Ruf an die Technische Hochschule Breslau und war so der erste der Noether-Schüler, der ein Ordinariat innehatte. In Breslau setzte er seine Forschung zu Körpern von algebraischen Funktionen fort.
1928 wurde er zugleich Leiter des Instituts für Versuchsflugzeugbau, das seinem Lehrstuhl angegliedert wurde, so dass er ab dann hauptsächlich zur Strömungsmechanik von Tragflügeln publizierte. Einer der Doktoranden in dieser Thematik war 1933 Helmut Heinrich. Im Sommersemester 1934 übernahm Schmeidler die Geschäftsführung des nun gemeinsamen Mathematischen Seminars der Universität und der Technischen Hochschule Breslau.
1939 wurde Schmeidler als Nachfolger von Rudolf Rothe ordentlicher Professor an der Technischen Hochschule Berlin auf dem Lehrstuhl für reine und angewandte Mathematik und arbeitete hauptsächlich über algebraische Integralgleichungen und Operatoren im Hilbertraum. Seine Vorlesungen waren sowohl zur Höheren und zur Praktischen
Mathematik als auch zu speziellen Themen wie Algebra, Differentialgeometrie und Flugströmungslehre. Einer der Doktoranden war 1942 Erwin Fehlberg. Im Wintersemester 1944/45, dem letzten mit tatsächlichem Unterricht, war Schmeidler einer der drei letztverbliebenen ordentl. Professoren (die anderen waren Georg Hamel und Aloys Timpe). Da Schmeidler seit 1937 NSDAP-Mitglied war, wurde er zum 1. Januar 1946 von der TH entlassen und Ernst Mohr auf dessen Lehrstuhl berufen. Im November 1947 stellten G. Hamel und E. Mohr einen Antrag auf Schmeidlers Wiederberufung, mit der Bewertung, dass Schmeidler zwar nominell NSDAP-Mitglied war, aber kein Aktivist, entscheidend war für sie, dass an der TU ein Algebraiker fehle. Laut Aktenvermerk habe A. Timpe sich dem Antrag nur aus schwerwiegenden sachlichen Gründen angeschlossen. So erhielt Schmeidler zum 1. November 1950 seinen Lehrstuhl für reine und angewandte Mathematik zurück (da Mohr auf den nun freigewordenen Lehrstuhl des emeritierten Timpe wechselte) und verblieb dort bis zur Emeritierung 1958. Schmeidler führte den bekannten „Leitfaden der Mathematik“ mit dem Teil VII fort, der von seinem Lehrstuhlvorgänger R. Rothe begonnen worden war und im Teubner-Verlag Leipzig bzw. später bei Teubner in Stuttgart herauskam.
Privat hat Schmeidler für die beiden Weltkriege schwer bezahlt: im Ersten Weltkrieg wurde er schwer verwundet und kehrte als Invalide zurück, im Zweiten verlor er beide Söhne. Schmeidler verstarb bei einem Besuch in Berlin, sein Grabmal ist in Göttingen.

## Wirken in der Berliner Mathematischen Gesellschaft
Nach der Wiederzulassung der Berliner Mathematischen Gesellschaft (BMG) im Jahre 1950 war Schmeidler von Anfang an bis 1952 der Schriftführer und so an deren Leitung führend beteiligt. Nachdem Rembs und Timpe 1953 aus Protest gegen die Mitgliedschaft des Nationalsozialisten Ludwig Bieberbach die BMG verlassen hatten, war Platz für Schmeidler als Vorsitzenden der BMG von 1954 bis 1958.

## Ehrungen und Auszeichnungen
- 1928: Dr.-Ing. E. h. an der Technischen Hochschule Breslau
- 1958: Carl-Friedrich-Gauß-Medaille
- 1959: Ehrensenator der TU Berlin[8]

## Schriften
- Über die Zerlegung der Gruppe der Restklassen eines endlichen Moduls Math. Zeitschrift, 5. Band, 1919, S. 222–267.
- Über die Singularitäten algebraischer Gebilde (2. Abhandlung) Math. Ann. 84, 1921, S. 303–320.
- Grundlagen einer Theorie der algebraischen Funktionen mehrerer Veränderlichen Math. Zeitschr. 28, 1928, 116–141.
- Mathematische Theorie des Schwingenfluges. In: Z. angew. Math. Mech. Band 14, 1934, S. 163–172, doi:10.1002/zamm.19340140304.
- Vortrieb und Widerstand. In: Z. angew. Math. Mech. Band 19, 1939, S. 65–86, doi:10.1002/zamm.19390190202.
- Integralgleichungen mit Anwendung in Physik und Technik, Akad. VerlGes, Leipzig, 1950.
- Rudolf Rothe und Werner Schmeidler: Höhere Mathematik für Mathematiker, Physiker, Ingenieure (Teil I bis 7); B. G. Teubner-Verlag Stuttgart, div. Auflagen 1953–1960.
- Lineare Operatoren im Hilbertraum, B. G. Teubner-Verlag Stuttgart, 1954.
- Variationsrechnung und Integralgleichungen J. f. reine u. angew. Math. 200, 1958, 182–189.
- Zur mathematischen Theorie der Wärmeleitung und Strömungslehre J. f. reine u. angew. Math. 242, 1970, 115–133.